# 신창렬 (축구 선수)
신창렬(1996년 7월 22일 ~ ) 은 대한민국의 축구선수이다. 포지션은 공격수이다.

## 클럽 경력
신창렬은 2019시즌을 앞두고 부산 아이파크에 입단하면서 커리어를 시작했다.
2020시즌을 앞두고 K3리그의 경주시민축구단으로 임대 이적했다.